# Strzępkoząb jodłowy
Strzępkoząb jodłowy (Hyphodontia abieticola (Bourdot et Galzin) J. Erikss) – gatunek grzybów z rzędu szczeciniakowców (Hymenochaetaceae).

## Systematyka i nazewnictwo
Pozycja w klasyfikacji według Index Fungorum: Hyphodontia, Hyphodontiaceae, Hymenochaetales, Agaricomycetidae, Agaricomycetes, Agaricomycotina, Basidiomycota, Fungi.
Polską nazwę nadał Władysław Wojewoda w 1973 roku.

## Występowanie i siedlisko
Występuje w Azji, Ameryce Północnej, Australii i Europie, w tym w Polsce. Występuje najczęściej w lasach iglastych i mieszanych na zmurszałym drewnie drzew iglastych, na martwych pniach i gałęziach, także na drewnie konstrukcyjnym.